# Kittery (condado de York)
Kittery es un lugar designado por el censo ubicado en el condado de York en el estado estadounidense de Maine. En el Censo de 2010 tenía una población de 4.562 habitantes y una densidad poblacional de 499,69 personas por km².

## Geografía
Kittery se encuentra ubicado en las coordenadas 43°5′24″N 70°44′18″O / 43.09000, -70.73833. Según la Oficina del Censo de los Estados Unidos, Kittery tiene una superficie total de 9.13 km², de la cual 7.21 km² corresponden a tierra firme y (21.08%) 1.92 km² es agua.

## Demografía
Según el censo de 2010, había 4.562 personas residiendo en Kittery. La densidad de población era de 499,69 hab./km². De los 4.562 habitantes, Kittery estaba compuesto por el 94.74% blancos, el 1.25% eran afroamericanos, el 0.24% eran amerindios, el 0.9% eran asiáticos, el 0.09% eran isleños del Pacífico, el 0.92% eran de otras razas y el 1.86% pertenecían a dos o más razas. Del total de la población el 4.06% eran hispanos o latinos de cualquier raza.